# Alla andra kan dra åt helvete
Alla andra kan dra åt helvete är en svensk dramaserie som hade premiär på SVT, UR Play och SVT Play den 9 februari 2025. Serien som består av sex avsnitt är regisserad av Daniel Sawka och Andreas Öhman som även skrivit seriens manus.

## Handling
Handlingen är inspirerad av Öhmans egen gymnasietid då han flyttade från Kramfors till Uppsala och bodde på elevhem. Serien kretsar kring den introverta Ossian som börjar en ny skola och blir snabbt vän med den karismatiske Liam. Det blir början på en vänskap som snabbt sätts på prov när de hittar gamla videoinspelningar på en tidigare elev.

## Rollista (i urval)
- Shayan Fagern – Ossian
- Mustapha Aarab – Liam
- Simon Lööf – Jonas
- Arvid Swedrup
- Hilda Lööf
- Viktor Adami
- Inès Tauma Odén
- Farida Reda
- Linnea Sand
- Chris Simonsson